# Kirgili
Kirgili es una localidad de Uzbekistán, en la provincia de Ferganá.
Se encuentra a una altitud de 547 m sobre el nivel del mar. 

## Demografía
Según estimación 2010 contaba con una población de 22 254 habitantes.